# Kristian Zahrtmann

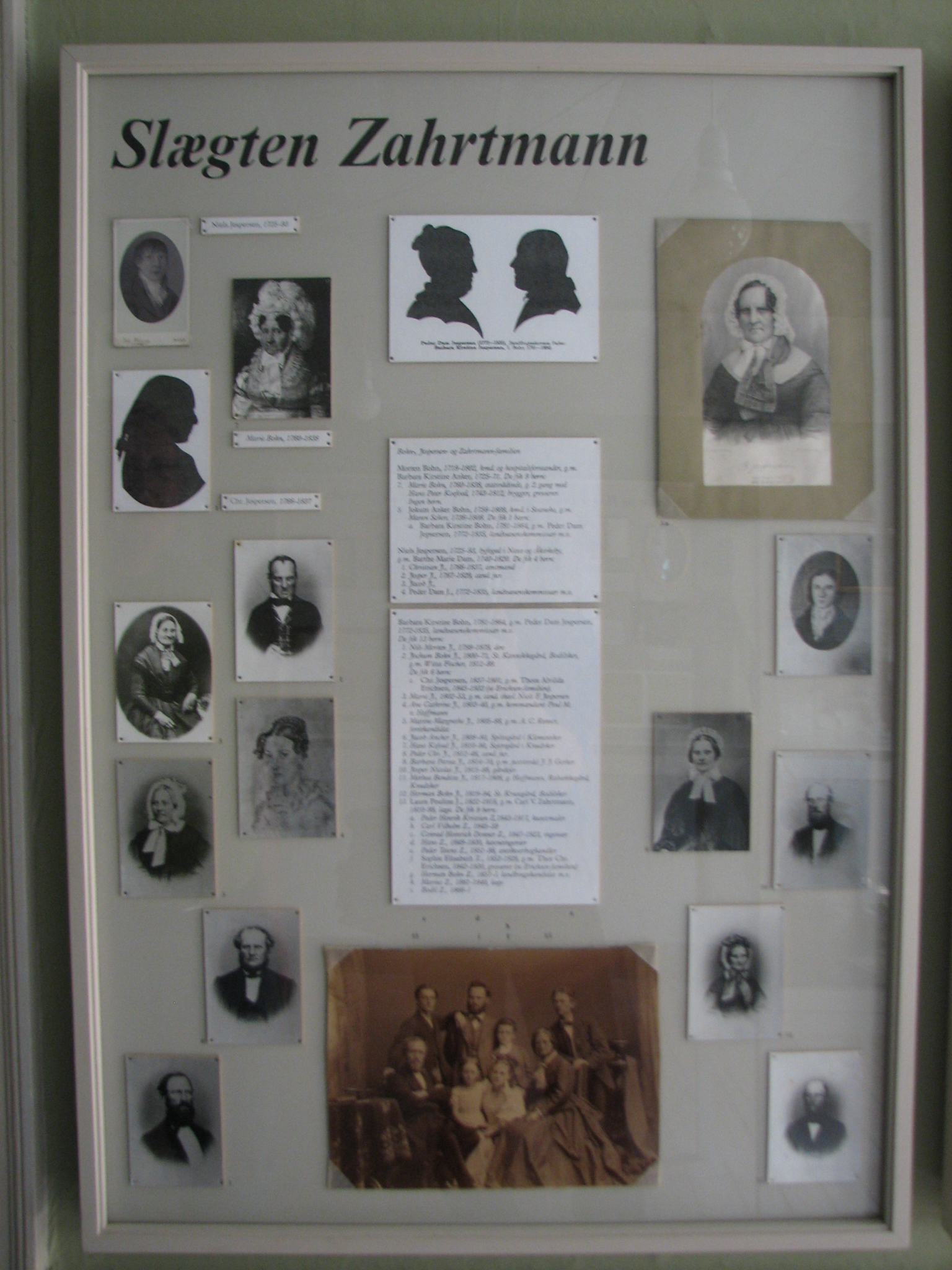
Het geslacht Zahrtmann
Bornholms Museum

Peder Henrik Kristian Zahrtmann, beter bekend als Kristian Zahrtmann, (Rønne, 31 maart 1843 - Frederiksberg, 22 juni 1917), was een beroemde schilder van het Deense eiland Bornholm.
Hij werd geboren als oudste kind van Carl Vilhelm Zahrtmann, hoofdarts voor het eiland Bornholm, en Laura Pauline Zahrtmann, en had zes broers en twee zussen. Een van zijn zussen, Elisabeth Zahrtmann trouwde met Christian Erichsen van Erichsens Gård in Rønne. Hierdoor ontmoette hij Vilhelmine Erichsen voor wie hij veel genegenheid had.
Zahrtmann is het meest bekend door zijn historische schilderijen. Hij schilderde vaak sterke, legendarische vrouwen uit de Deense geschiedenis zoals Leonora Christina Ulfeldt. Hij schilderde echter ook landschappen, mensenmenigten en portretten.

## Studiejaren
Hij werd naar de Sorø Akademi gestuurd, waar hij schilderslessen kreeg, met onder anderen Johannes Georg Smith Harder. In 1862 studeerde hij af. In 1864 werd hij toegelaten op de Det Kongelige Danske Kunstakademi. Hier kreeg hij zijn onderwijs van onder anderen Johan Adolph Kittendorff, Wilhelm Marstrand, Jørgen Roed, Niels Simonsen en Frederik Vermehren. Een aantal van zijn klasgenoten zijn August Jerndorff, Peder Severin Krøyer en Rasmus Frederik Hendriksen. Hier slaagde hij in 1868.

## Zijn artistieke leven

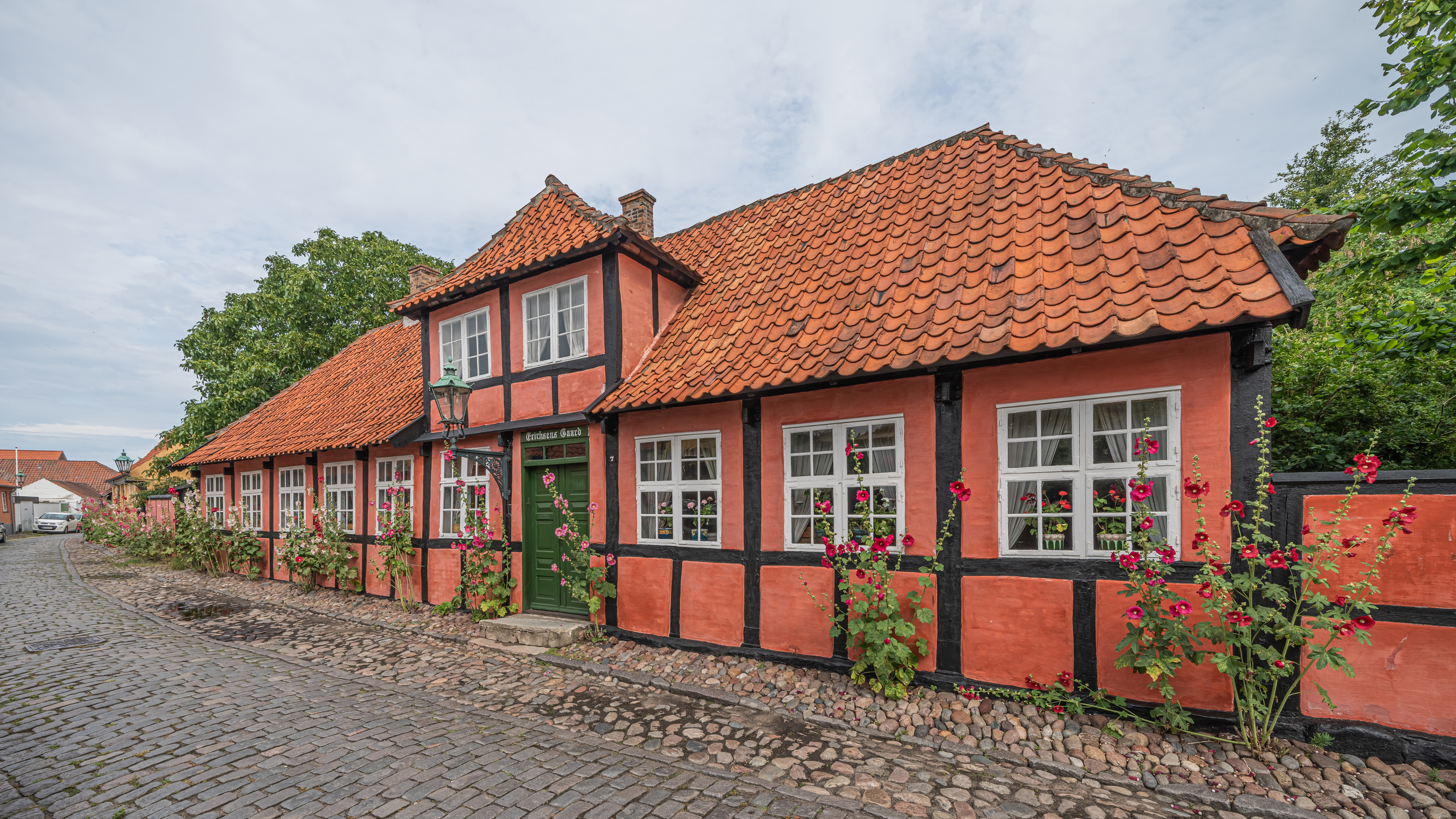
Erichsens Gård. Hier werd Vilhelmine Erichsen op veertienjarige leeftijd door Zahrtman geschilderd.

In 1867 liet de veertienjarige Vilhelmine Erichsen zich door Zahrtmann schilderen. Hij was kennelijk door haar wezen ingenomen. In een brief aan zijn vriend Jerndorff beschreef hij haar als een jong, naïef en melancholisch meisje met zwart haar, donkere ogen en een bleke huid. "Ik kan er zo door gegrepen worden, dat het penseel in mijn handen trilt.
In 1868 nam hij met "En Konfirmandinde paa Bornholm" voor het eerst deel aan een tentoonstelling in het slot Charlottenborg. In de periode 1869-1891 stelde hij regelmatig zijn werk tentoon in dit slot, daarna nog slechts sporadisch.

### Leonora Christina Ulfeldt
Hij werd goede vrienden met Otto Carl Bentzon Haslund en Pietro Købke Krohn, met wie hij een studio deelde. Hij kreeg als verjaarscadeau van hen het boek Jammers Minde van Leonora Christina Ulfeldt (1621-1698), dat zijn belangstelling wekte.
Op achttien schilderijen beeldde Zahrtmann Ulfeldt uit in de periode dat zij gevangen zat in het Bornholmse Hammershus en in det Blå Hus in Kopenhagen
Voor een van die werken, Slotsfogden skjæmter med Kvinderne i den nylig fængslede Kongedatters Kammer paa Blaataarn ("Slotvoogd schertst met vrouwen in de kamer van de Koningsdochter in de Blauwe Toren"), kreeg hij de Neuhausenprijs. (Neuhausenske Præmie’)
Een aantal van zijn werken:
- 1873 Leonora Christina forlader Fængselet (Leonora Christina verlaat het gevang); Hirschsprung Collectie
- 1875 Leonora Christina i Fængselet (Leonora Christina in het gevang); Hirschsprung Collectie
- Corfits Ulfeldt og Leonora Christina
- 1882 Dronning Sophie Amalies Død (De dood van Koningin Sophie Amalie);Deens "Nationale Museum voor kunst"
- 1883 Leonora Christina paa Maribo Kloster (Leonora Christina in het klooster van Maribo); Deens "Nationale Museum voor kunst"
- 1886, 1888 en 1894 Leonora Christina undersøges af Sophie Amalies Tjenerinder ("Leonora Christina onderzocht door de dienstmeisjes van koningin Sophie Amalie"); Hirschsprung Collectie.

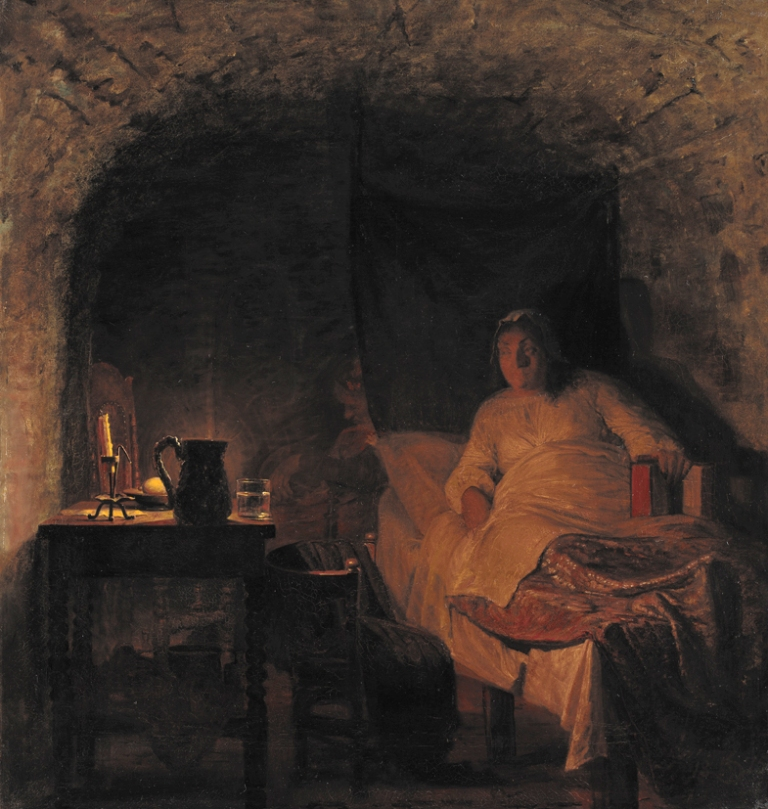
Leonora Christina in de Blauwe Toren in Kopenhagen
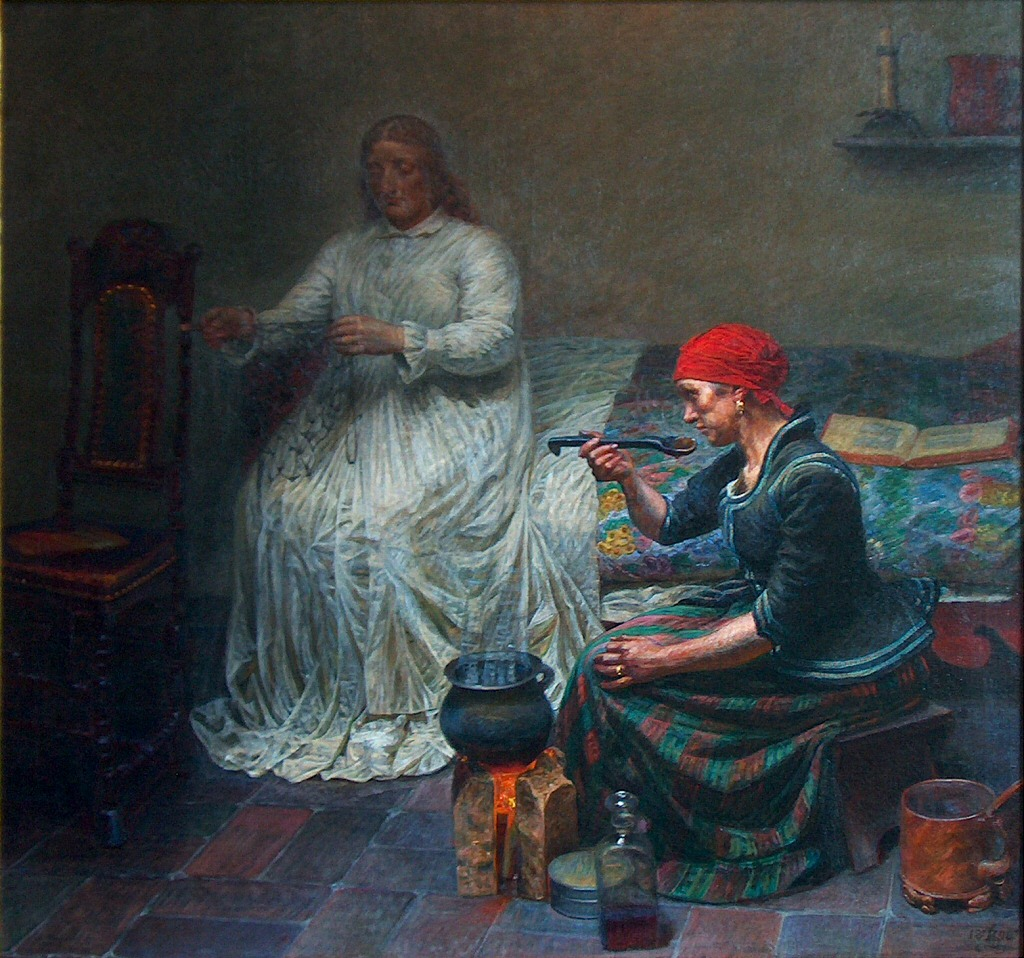
Leonora Christina in de Blauwe Toren in Kopenhagen Bornholms Kunstmuseum, inv. nr. 375x43
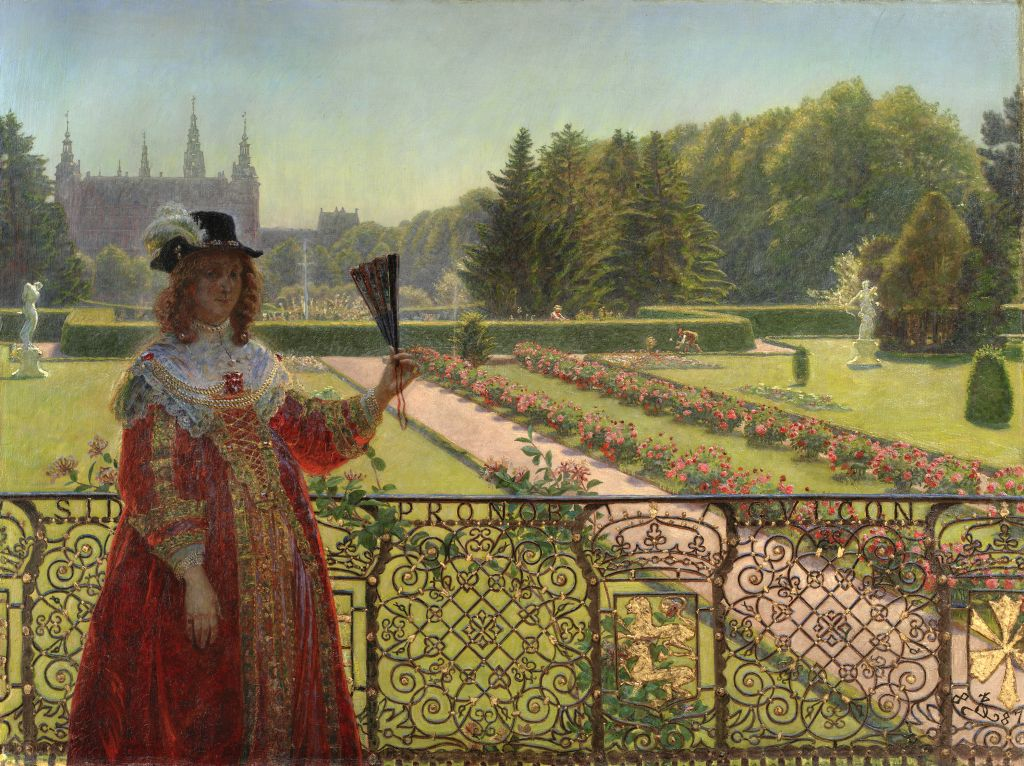
Leonora Christina in Frederiksborg slotshave, 1887 Den Hirschsprungske Samling

Voor Sigbrit gennemgår toldregnskaberne med Christian II ("Sigbrit neemt de schatting door met Christian II") won hij wederom een Neuhausenprijs. En voor zijn Job og hans Venner ("Job en zijn vrienden") kreeg hij in 1887 het gouden medaillon van de academie.
Van 1885 tot 1908 was hij leraar aan de Kunstnernes Frie Studieskoler (Vrije studieschool voor kunstenaars). Vanaf 1891 organiseerde hij Den frie Udstilling (De vrije tentoonstelling).
Hij woonde een tijdlang op Erichsens Gård in Rønne, waar ook andere kunstenaars woonden. Hier schilderde hij zijn vele werken met Bornholm als thema.

## Zijn persoonlijke kring
Zijn persoonlijke kring bestond onder andere uit Bernhard Severin Ingemann, Peder Severin Krøyer, Hans Christian Andersen en Theodor Esbern Philipsen. Hij kwam ook in de leer bij Wenzel Ulrich Tornøe.

## Trivia
- In 1902 werd Kristian Zahrtmann benoemd tot ereburger van Civita d'Antino[4]
- Marie Mortensdatter Bohn (1758 - 1758) was de zus van Kristian Zahrtmanns Overgrootvader Jochum Ancher Mortensen Bohn (1756 - 1809). Kristian Zahrtmann schilderde een kopie van zijn oud-oudtante Marie en oud-oudoom Hans Peter die nu in het Erichsens Gård-museum hangen.[5] Een deel van haar enorme vermogen werd via deze lijn overgeërfd.[6]

## Galerij

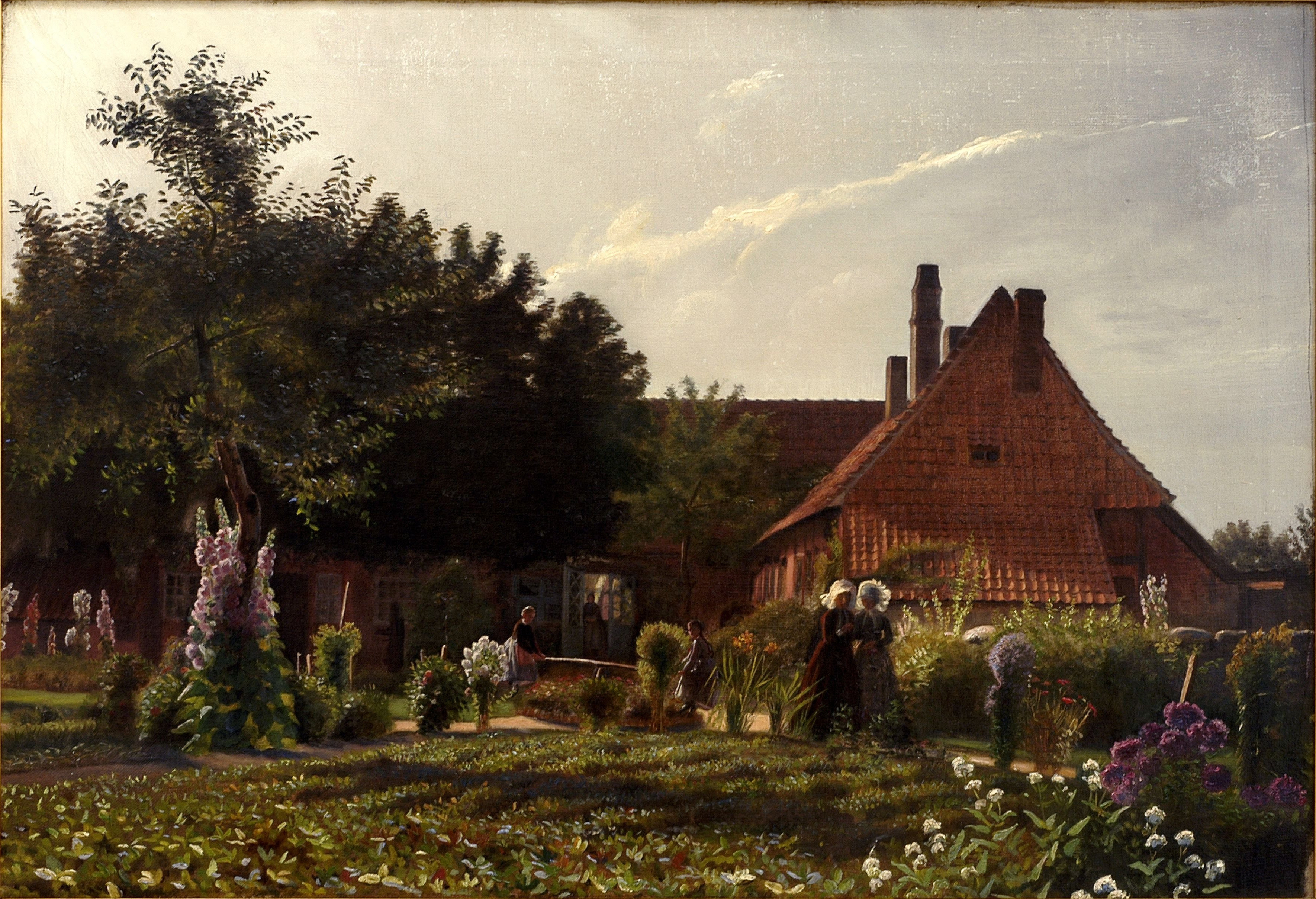
1869 - Grootmoeders tuin Barbara Kirstine Bohn (1781-1864) Bornholms Kunstmuseum
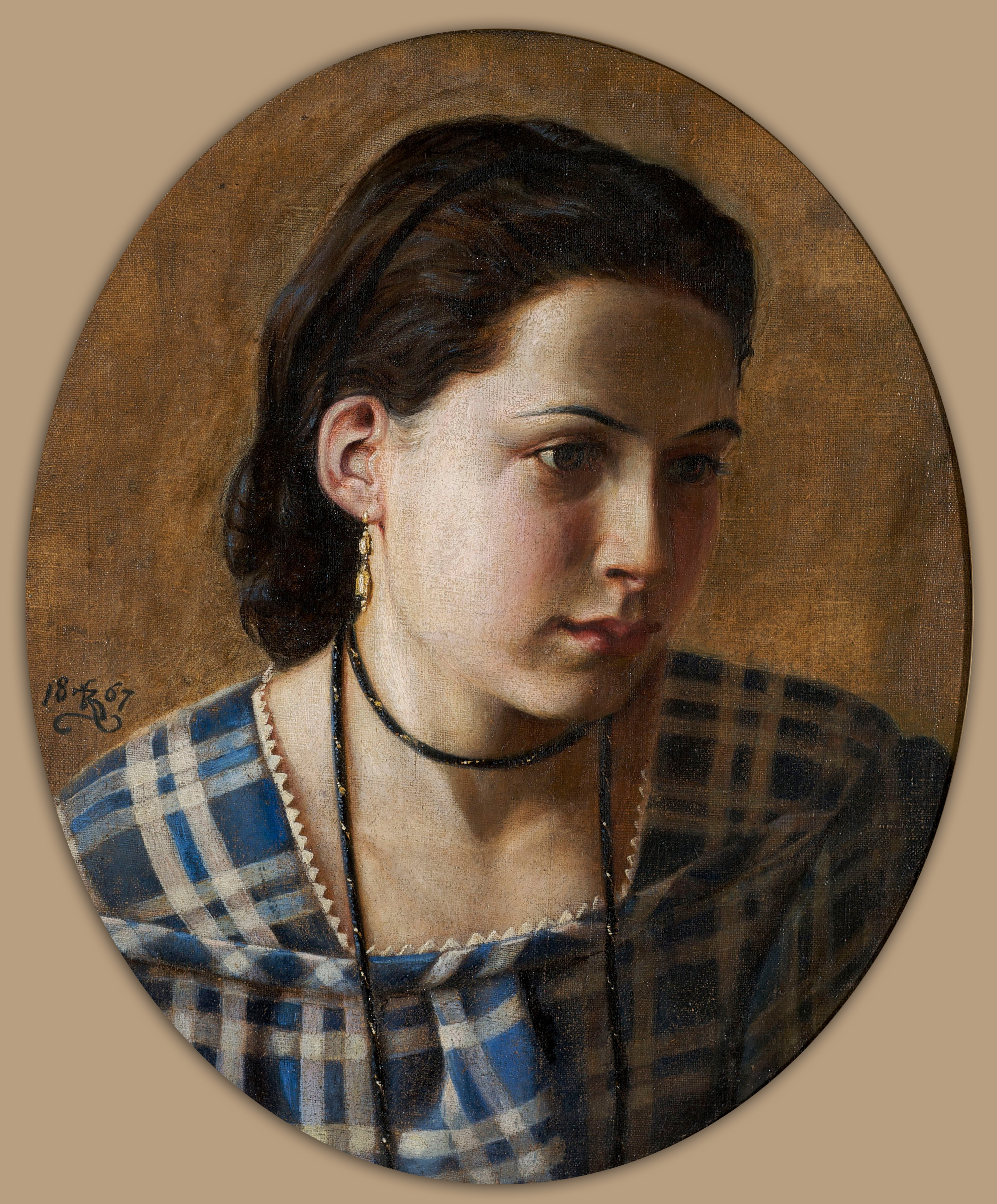
portret van de veertienjarige Vilhelmine Erichsen Bornholms Kunstmuseum
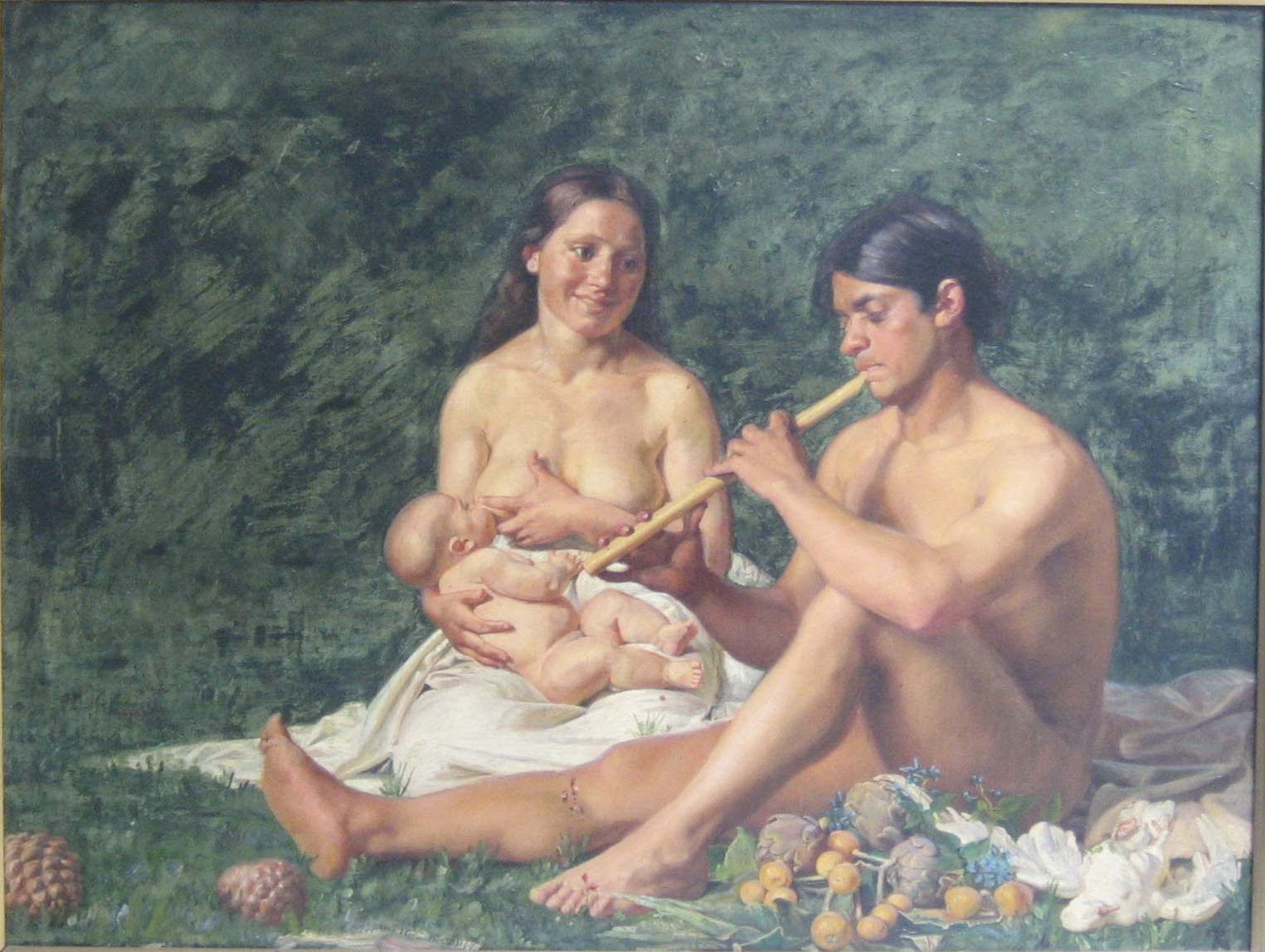
Jubal and family Bornholms Kunstmuseum
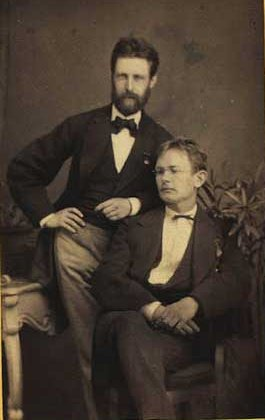
Carl Thomsen en Kristian Zahrtmann Det Kongelige Bibliotek

- Bibliothèque nationale de France: cb145746359 (data)
- Gemeinsame Normdatei: 121935426
- International Standard Name Identifier: 0000 0000 6684 3116
- KulturNav: 205f2dbd-ebdd-494b-b539-9869e7a02091
- Library of Congress Control Number: n80045251
- Nationale Bibliotheek van Israël: 987007272468805171
- RKD-Nederlands Instituut voor Kunstgeschiedenis: 86063
- Istituto Centrale per il Catalogo Unico: AQ1V009120
- Système universitaire de documentation: 158882938
- Union List of Artist Names: 500002415
- Virtual International Authority File: 240149196656474792795
- WorldCat: E39PBJbM6fBdP4vYJwtwCbwQv3